# Lincoln Road

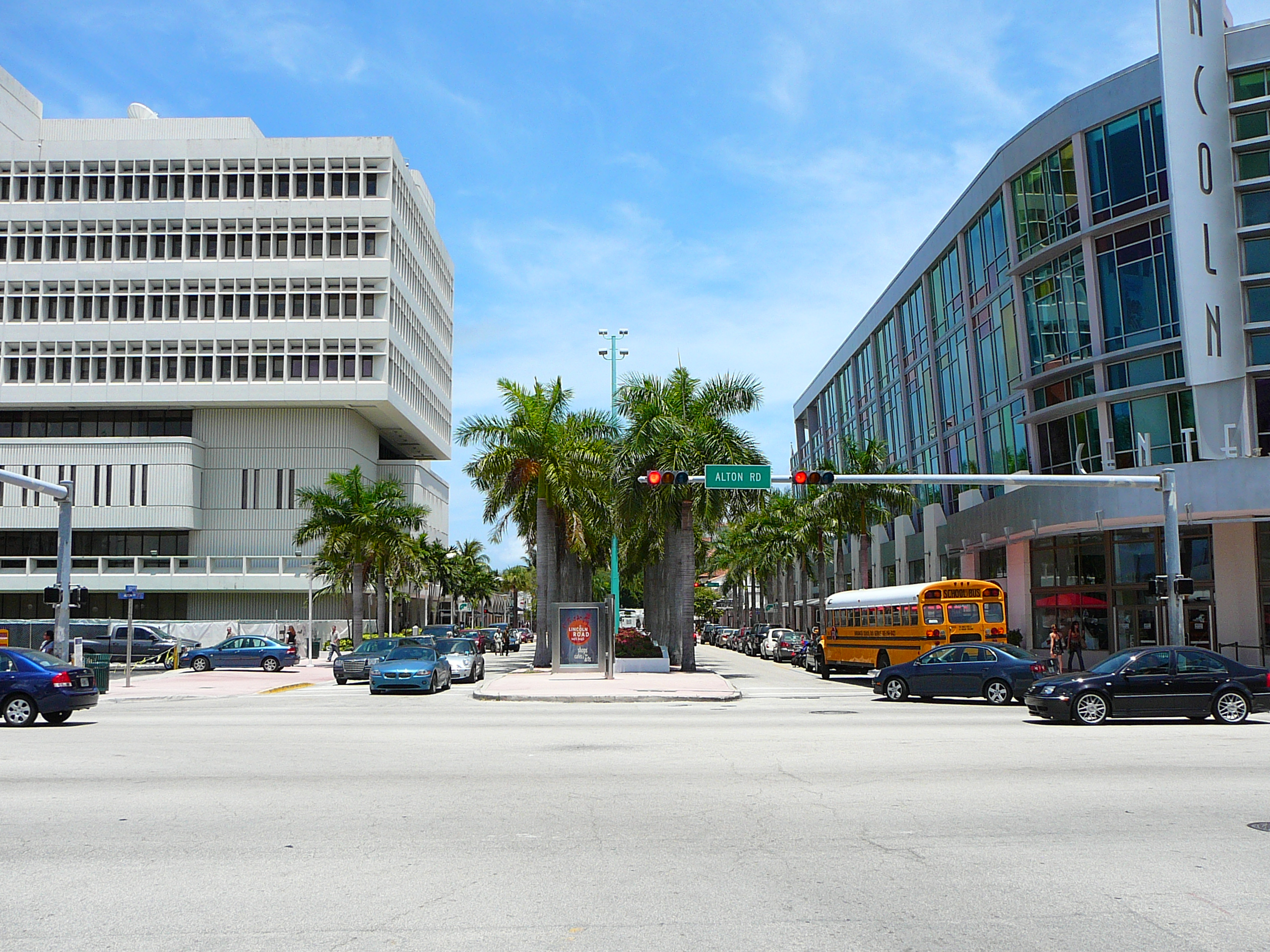
Vue de Lincoln Road en 2008.

Lincoln Road est une rue de Miami Beach, en Floride. Elle traverse selon un axe est-ouest le quartier de South Beach. Désormais partiellement piétonne, elle en est l'une des principales artères commerciales.